# بيلا داين
بيلا داين هي ممثلة ألمانية ولدت في 1987،أشتهرت بدورها في مسلسل ملعون.

## روابط خارجية
بيلا داين على موقع IMDb (الإنجليزية)
- بيلا داين على موقع قاعدة بيانات الفيلم (الإنجليزية)